# Aardbeving Cúcuta 1875
Op dinsdag 18 mei 1875 om 11.15 uur lokale tijd werd Cúcuta, de hoofdstad van het departement Norte de Santander in het noordoosten van Colombia op de grens met Venezuela, getroffen door een aardbeving met een kracht van 7,3 op de schaal van Richter. Het epicentrum van deze aardbeving lag op 7° 55' NB, 72° 30' WL. De aardbeving richtte grote schade aan in het grensgebied van Colombia en Venezuela en de stad Cúcuta waar op 30 augustus 1821 nog het Congres van Cúcuta, het initiatief om Colombia en Venezuela als één land te behouden, plaatsvond, werd compleet verwoest. Gesproken wordt over enkele duizenden slachtoffers. De beving werd tot in de beide hoofdsteden van de landen gevoeld. Bogota bevindt zich zo'n 400 kilometer naar het zuiden en Caracas ligt ongeveer 500 kilometer ten noordwesten van het hypocentrum.

## Beschrijving

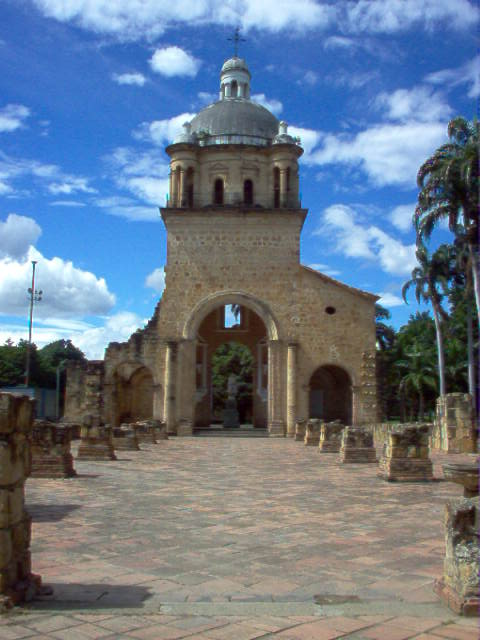
Templo Histórico de Cúcuta, herbouwd na de allesverwoestende aardbeving

In de dagen voorafgaand aan de ongewoon zware aardbeving voor het gebied waren er al zo'n drie tot vier voorschokken gevoeld van een dusdanige sterkte dat de bevolking zenuwachtig werd. Cúcuta en omliggende plaatsen kenden in die tijd een Spaans-koloniale bouwstijl. Tot op dinsdagmorgen 18 mei het noodlot toesloeg voor de bewoners van de regio. De aardbeving die volgens vele getuigen veertig tot vijftig seconden aanhield, maakten alle getroffen plaatsen met de grond gelijk. De lange duur van de aardbeving zorgde dat mensen kinderen en andere familieleden in veiligheid konden brengen en te behoeden voor het instortingsgevaar.

### Schade en slachtoffers
De aardbeving werd in een groot gebied gevoeld en richtte rond het epicentrum veel schade aan. Naast de stad Cúcuta werden de Colombiaanse gemeenten Villa del Rosario, Los Patios, San Cayetano en El Zulia volledig verwoest, net als de Venezolaanse gemeenten San Antonio del Táchira en Capacho. Daarnaast was er veel schade in omliggende nederzettingen als San Cristóbal, La Mulera, Rubio, Michelena, La Grita en Colón.
De beroemde Templo Histórico de Cúcuta, de kerk waar 54 jaar voor de aardbeving de politieke onderhandelingen onder leiding van Simón Bolívar plaatsvonden, werd volledig verwoest door de aardbeving. Om het belangrijke moment in de geschiedenis van beide landen in ere te herstellen, liet men vanaf 1886 het in 1935 als monument vastgelegde bouwwerk herbouwen. In 1812 had Bolívar nog gezegd over de aardbeving in de Merida-Andes; "Si la naturaleza se opone, lucharemos contra ella y haremos que nos obedezca" - "als de natuur tegenwerkt, zullen we tegen haar strijden en zorgen dat ze naar ons luistert".
De schattingen over het aantal slachtoffers worden veelal sterk overdreven. De lijst met doden meldt dat in de zwaarst getroffen stad, Cúcuta, zo'n 900 tot 1000 doden vielen. Anderen schattingen stellen dat er meer dan 2000 doden te betreuren waren. Alleen in de hoofdstad van Norte de Santander werden 461 stoffelijke overschotten geteld; 253 mannen en 208 vrouwen.
De economische schade van de aardbeving is beraamd op ongeveer 10 miljoen Colombiaanse peso's.

## Geologie

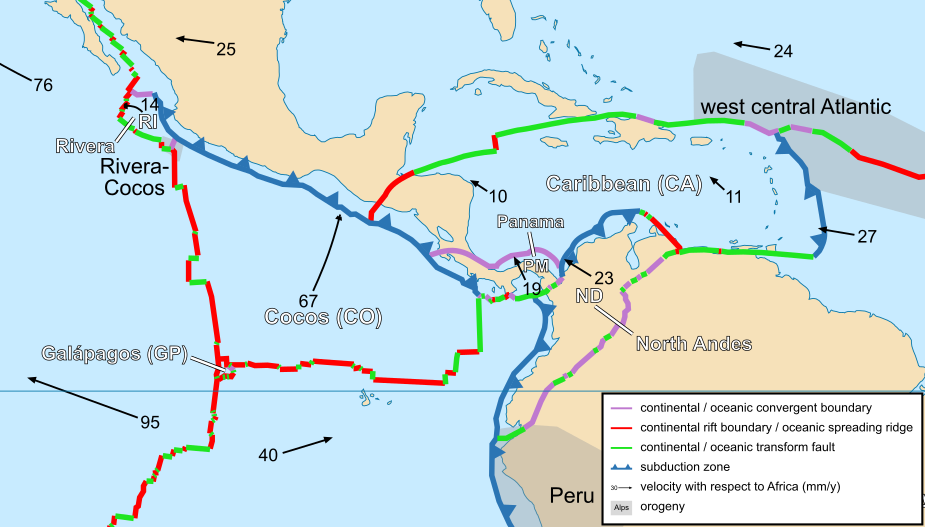
Plaattektonische situatie van noordelijk Zuid-Amerika.
In paars de sutuurlijn tussen het continent en de subducerende plaat die bij Cúcuta een bocht naar het noordoosten langs de Mérida-Andes maakt.
In de Llanos Orientales wordt de sutuurlijn gekenmerkt door de Metabreuk.

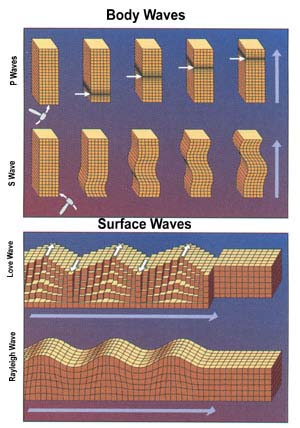
Seismische golven
mantel:
P- en S-golven
oppervlakte:
Love- en Rayleighgolven

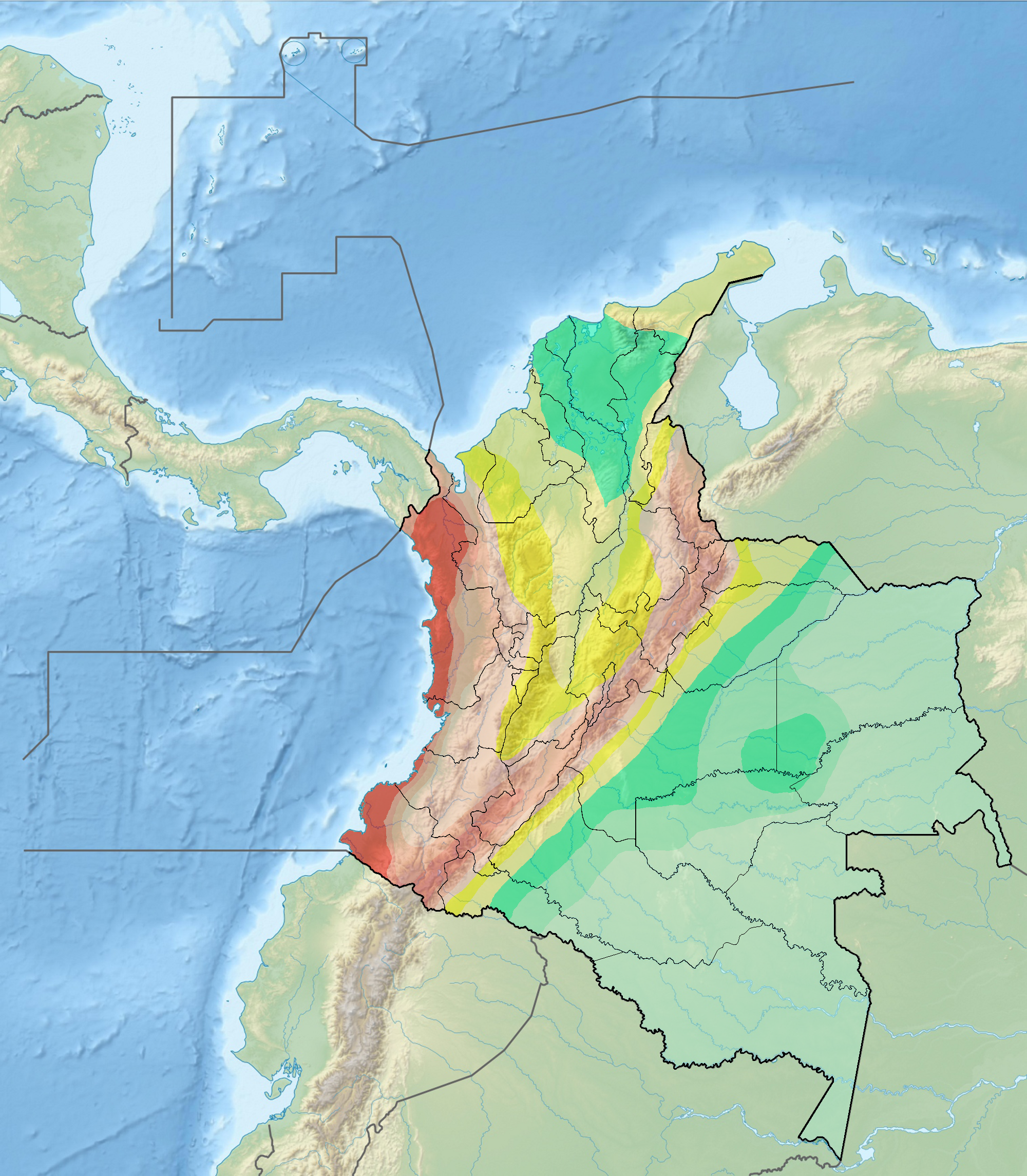
Aardbevingsgevoeligheid van Colombia
Cúcuta ligt in het lichtrode gebied

Cúcuta is gelegen op 320 meter boven zeeniveau in de Cúcutavallei in het Catatumbo-subbekken, het zuidwestelijke puntje van het zeer olierijke Maracaibobekken. De stad ligt tussen de Cordillera Oriental in het westen en de Merida-Andes in het oosten. Beide gebergtes zijn de noordelijkste uitlopers van de 12.000 kilometer lange Andes. Het gebied, ongeveer anderhalf keer zo groot als Vlaanderen is het enige deel van Colombia dat in het meer van Maracaibo afwatert. In het bekken zijn in de 20e eeuw talrijke olievelden ontdekt.
Breuken in de ondergrond zijn talrijk en hebben een voorkeursoriëntatie van ruwweg noord-zuid of noordnoordwest-zuidzuidoost. De structurele geologie van het gebied wordt bepaald door twee grote tektonische bewegingen; vanuit het westen de subductie van de Nazcaplaat onder Zuid-Amerika (het proces dat het Andesgebergte gevormd heeft), wat back-arc-extensie veroorzaakt in het Maracaibobekken en in het noorden de grootschalige transpressiebeweging die de Caribische plaat maakt. Door deze oblique krachten worden in Catatumbo transpressie- en transtensiebreuken gevormd. Deze bewegen anders en langduriger dan zogenaamde afschuivingsbreuken. De transversale S-golven van de aardbevingen bewegen in de mantel 2–3 km/s langzamer dan de longitudinale P-golven. Aan het oppervlak bewegen Lovegolven sneller dan Rayleighgolven. Studie aan de bekendste zijschuivingsbreuk in de wereld, San Andreas en nabijgelegen zusterbreuken San Jacinto en Elsinore toonde het verschil in seismische activiteit ook aan.
Tijdens en na de aardbeving kwamen in de stad en de rurale gebieden eromheen grote hoeveelheden zwavelgas vrij. Ook werden er spontaan hete bronnen gevormd, die nadien commercieel zijn geëxploiteerd, zoals bij Ureña (370 m).
De lucht na de aardbeving was ongewoon heet en vochtig. Samen met het kalkstof van de ingestorte huizen zorgde dit voor een dikke wolk in het gebied.

### Topografie en ligging
Op de topografische kaart rechts is te zien dat de breuklijnen en plooiingen in de ondergrond ook aan de oppervlakte hun sporen hebben nagelaten. De stadskern van de gemeente bevindt zich op een heuvelrug in het Catatumbo-subbekken en oostelijk van de langgerekte bergrug die tot in Venezuela doorloopt. Ten zuiden van Cúcuta splitst de Cordillera Oriental zich in een noordelijke uitloper die uiteindelijk overgaat in de Serranía del Perijá en een noordoostelijke uitloper die in Venezuela de Merida-Andes genoemd wordt.

## Orientatië van de bergruggen
De preferente breukrichting in het Catatumbo-subbekken is ruwweg noordwestnoord-zuidoost-zuid. Door de transpressiebeweging ten gevolge van de vorming van de Andes hebben deze breuken opschuivingen gevormd die zich in het landschap als heuvels uiten. Tezamen vormen ze tektonisch gezien het Catatumboblok. De topografische hoogtes zijn het gevolg van en-echelon plooien, gerelateerd aan de bewegingen van de links-laterale Chinácotabreuk.

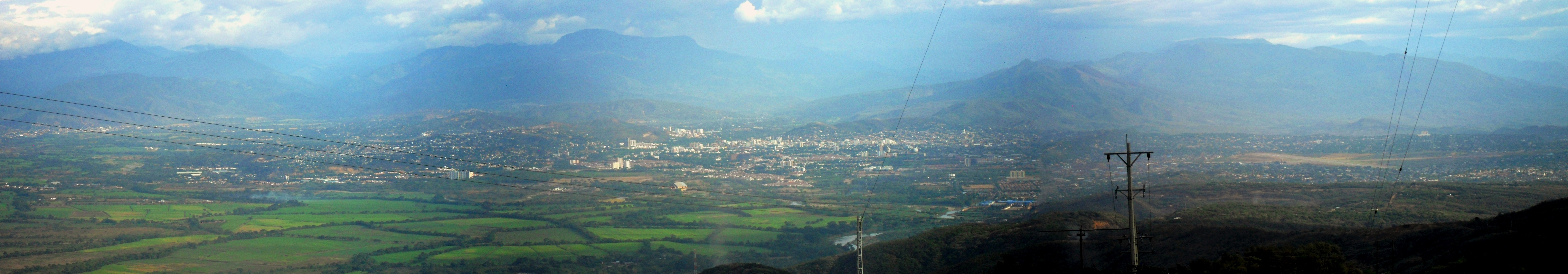
Panorama over het noordelijke deel van de stad Cúcuta en de Cordillera Oriental erachter. De oriëntatie van de heuvelruggen geeft de preferente breukrichtingen aan. Zicht is naar het westzuidwesten.